# قهرمانی جودو آسیا ۲۰۰۷
جودو قهرمانی آسیا ۲۰۰۷ نوزدهمین دوره از رقابت‌های قهرمانی آسیا می‌باشد که از ۱۶ تا ۱۷ مه ۲۰۰۷ در شهر کویت، کویت برگزار گردید.

## خلاصه مدال‌ها

### مردان
| رویداد                | طلا                          | نقره                              | برنز                         |
| خیلی سبک‌وزن ۶۰− ک‌گ    | مسعود حاجی آخوندزاده · ایران | رشاد صابروف · ازبکستان            | Bazarbek Donbay · قزاقستان   |
| خیلی سبک‌وزن ۶۰− ک‌گ    | مسعود حاجی آخوندزاده · ایران | رشاد صابروف · ازبکستان            | چوی مین-هو · کرهٔ جنوبی       |
| میان سبک‌وزن ۶۶− ک‌گ    | Bang Gui-man · کرهٔ جنوبی     | خاشباتارین تساگانباتار · مغولستان | آرش میراسماعیلی · ایران      |
| میان سبک‌وزن ۶۶− ک‌گ    | Bang Gui-man · کرهٔ جنوبی     | خاشباتارین تساگانباتار · مغولستان | Toshiaki Umetsu · ژاپن       |
| سبک‌وزن ۷۳− ک‌گ         | Kim Chol-su · کرهٔ شمالی      | رسول بوکیف · تاجیکستان            | Shokir Muminov · ازبکستان    |
| سبک‌وزن ۷۳− ک‌گ         | Kim Chol-su · کرهٔ شمالی      | رسول بوکیف · تاجیکستان            | Huang Chun-ta · تایوان       |
| نیمه میان‌وزن ۸۱− ک‌گ   | Kwon Young-woo · کرهٔ جنوبی   | Sherali Bozorov · تاجیکستان       | Egamnazar Akbarov · ازبکستان |
| نیمه میان‌وزن ۸۱− ک‌گ   | Kwon Young-woo · کرهٔ جنوبی   | Sherali Bozorov · تاجیکستان       | Takashi Ono · ژاپن           |
| میان‌وزن ۹۰− ک‌گ        | Choi Sun-ho · کرهٔ جنوبی      | Nematullo Asranqulov · تاجیکستان  | Maxim Rakov · قزاقستان       |
| میان‌وزن ۹۰− ک‌گ        | Choi Sun-ho · کرهٔ جنوبی      | Nematullo Asranqulov · تاجیکستان  | Danil Babaev · قرقیزستان     |
| نیمه سنگین‌وزن ۱۰۰− ک‌گ | Takamasa Anai · ژاپن         | نایدانگین توشینبایار · مغولستان   | Utkir Kurbanov · ازبکستان    |
| نیمه سنگین‌وزن ۱۰۰− ک‌گ | Takamasa Anai · ژاپن         | نایدانگین توشینبایار · مغولستان   | Yoo Kwang-sun · کرهٔ جنوبی    |
| سنگین‌وزن ۱۰۰+ ک‌گ      | عبدالله تانگریف · ازبکستان   | محمدرضا رودکی · ایران             | Shinya Katabuchi · ژاپن      |
| سنگین‌وزن ۱۰۰+ ک‌گ      | عبدالله تانگریف · ازبکستان   | محمدرضا رودکی · ایران             | Kim Sung-bum · کرهٔ جنوبی     |
| وزن آزاد              | Shinya Katabuchi · ژاپن      | محمود میران · ایران               | Youssef Al-Moneer · سوریه    |
| وزن آزاد              | Shinya Katabuchi · ژاپن      | محمود میران · ایران               | Kim Sung-bum · کرهٔ جنوبی     |

### زنان
| رویداد               | طلا                      | نقره                               | برنز                                |
| خیلی سبک‌وزن ۴۸− ک‌گ   | Emi Yamagishi · ژاپن     | Kim Young-ran · کرهٔ جنوبی          | Khumujam Tombi Devi · هند           |
| خیلی سبک‌وزن ۴۸− ک‌گ   | Emi Yamagishi · ژاپن     | Kim Young-ran · کرهٔ جنوبی          | Pak Ok-song · کرهٔ شمالی             |
| میان سبک‌وزن ۵۲− ک‌گ   | Shi Junjie · چین         | Pak Myong-hui · کرهٔ شمالی          | Natsuko Kimishima · ژاپن            |
| میان سبک‌وزن ۵۲− ک‌گ   | Shi Junjie · چین         | Pak Myong-hui · کرهٔ شمالی          | Kim Kyung-ok · کرهٔ جنوبی            |
| سبک‌وزن ۵۷− ک‌گ        | Aiko Sato · ژاپن         | شو یان · چین                       | Khishigbatyn Erdenet-Od · مغولستان  |
| سبک‌وزن ۵۷− ک‌گ        | Aiko Sato · ژاپن         | شو یان · چین                       | Lee Eun-hee · کرهٔ جنوبی             |
| نیمه میان‌وزن ۶۳− ک‌گ  | یوشیه یوئنو · ژاپن       | Dou Shumei · چین                   | Marian Urdabayeva · قزاقستان        |
| نیمه میان‌وزن ۶۳− ک‌گ  | یوشیه یوئنو · ژاپن       | Dou Shumei · چین                   | Hong Ok-song · کرهٔ شمالی            |
| میان‌وزن ۷۰− ک‌گ       | Asuka Oka · ژاپن         | Zhanar Zhanzunova · قزاقستان       | Kim Mi-jung · کرهٔ جنوبی             |
| میان‌وزن ۷۰− ک‌گ       | Asuka Oka · ژاپن         | Zhanar Zhanzunova · قزاقستان       | Khüreldorjiin Batkhishig · مغولستان |
| نیمه سنگین‌وزن ۷۸− ک‌گ | لیو شیا · چین            | Pürevjargalyn Lkhamdegd · مغولستان | Kumiko Horie · ژاپن                 |
| نیمه سنگین‌وزن ۷۸− ک‌گ | لیو شیا · چین            | Pürevjargalyn Lkhamdegd · مغولستان | Sagat Abikeyeva · قزاقستان          |
| سنگین‌وزن ۷۸+ ک‌گ      | Midori Shintani · ژاپن   | Dorjgotovyn Tserenkhand · مغولستان | Lee Jung-eun · کرهٔ جنوبی            |
| سنگین‌وزن ۷۸+ ک‌گ      | Midori Shintani · ژاپن   | Dorjgotovyn Tserenkhand · مغولستان | یوان هوا · چین                      |
| وزن آزاد             | یوان هوا (جودوکار) · چین | Mai Tateyama · ژاپن                | Gulzhan Issanova · قزاقستان         |
| وزن آزاد             | یوان هوا (جودوکار) · چین | Mai Tateyama · ژاپن                | Lee Jung-eun · کرهٔ جنوبی            |

## جدول مدال‌ها
| رتبه            | کشور            | طلا | نقره | برنز | مجموع |
| --------------- | --------------- | --- | ---- | ---- | ----- |
| ۱               | ژاپن            | ۷   | ۱    | ۵    | ۱۳    |
| ۲               | چین             | ۳   | ۲    | ۱    | ۶     |
| ۳               | کرهٔ جنوبی       | ۳   | ۱    | ۹    | ۱۳    |
| ۴               | ایران           | ۱   | ۲    | ۱    | ۴     |
| ۵               | ازبکستان        | ۱   | ۱    | ۳    | ۵     |
| ۶               | کرهٔ شمالی       | ۱   | ۱    | ۲    | ۴     |
| ۷               | مغولستان        | ۰   | ۴    | ۲    | ۶     |
| ۸               | تاجیکستان       | ۰   | ۳    | ۰    | ۳     |
| ۹               | قزاقستان        | ۰   | ۱    | ۵    | ۶     |
| ۱۰              | تایوان          | ۰   | ۰    | ۱    | ۱     |
| ۱۰              | سوریه           | ۰   | ۰    | ۱    | ۱     |
| ۱۰              | قرقیزستان       | ۰   | ۰    | ۱    | ۱     |
| ۱۰              | هند             | ۰   | ۰    | ۱    | ۱     |
| مجموع (۱۳ کشور) | مجموع (۱۳ کشور) | ۱۶  | ۱۶   | ۳۲   | ۶۴    |